# Tundla Kham
Tundla Kham é uma vila no distrito de Firozabad, no estado indiano de Uttar Pradesh.

## Demografia
Segundo o censo de 2001, Tundla Kham tinha uma população de 5156 habitantes. Os indivíduos do sexo masculino constituem 53% da população e os do sexo feminino 47%. Tundla Kham tem uma taxa de literacia de 74%, superior à média nacional de 59.5%: a literacia no sexo masculino é de 82% e no sexo feminino é de 65%. Em Tundla Kham, 15% da população está abaixo dos 6 anos de idade.